# 東庶路信號場

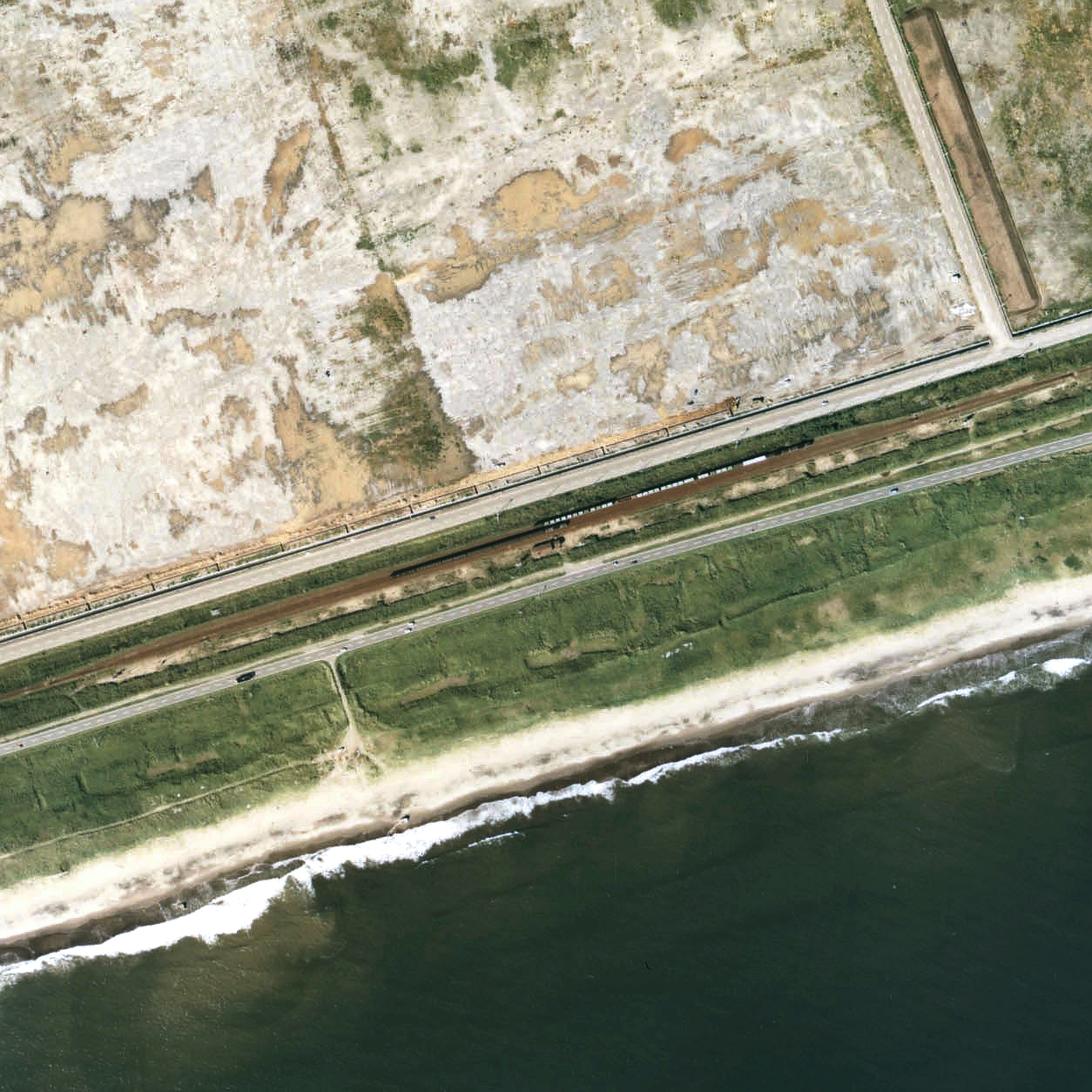
1977年東庶路信號場與周邊約750m範圍。右邊是根室方向。圖中可看見路線在戀問濱沿線行走，該處為很長的直線區間。號誌站可容納長750米長的列車，共有3線。安全側線設於靠近釧路一方。圖中可看見停靠中的貨運列車，分別停在中央和北邊，機車推測為DD51。站內也設有較短維護車輛專用待命線。

東庶路信號場（日语：／ Higashi-Shoro Shingō-jō */?）是位於北海道白糠郡白糠町戀問3丁目，北海道旅客鐵道（JR北海道）根室本線的號誌站。

## 歷史
- 1966年（昭和41年）9月27日：日本國有鐵道開設此號誌站[1]。當時設有職員當值。
- 1971年（昭和46年）8月1日：號誌站無人化。
- 1987年（昭和62年）4月1日 - 因國鐵分割民營化，本站成為北海道旅客鐵道的號誌站[1]。
- 1996年（平成8年）度：隨著石勝線與根室線高速化工程，該年度站內進行改善工程，當中包括轉轍器變為彈性轉轍器[2]。

## 構造
此號誌站是在單線區間中，以讓列車交會和待避而設的號誌站。當中此站設有3線。南邊為本線和一線通過結構。不單只列車交會，上下行線列車可在此站待避。因此一些普通列車可於此站看到特急列車通過的情況。

招牌（2005年6月）
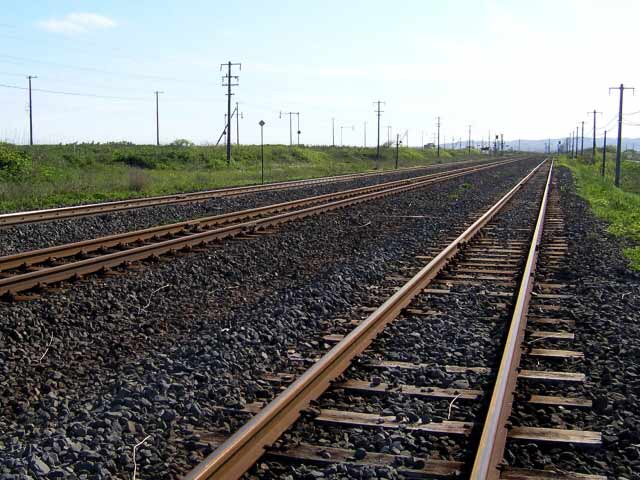
站內（2005年6月）

## 周邊
號誌站周邊都是釧路白糠工業團地，設有許多工廠。
- 國道38號
- 道之驛白糠戀問（日语：道の駅しらぬか恋問）
- 戀問自然觀察公園
- 廣洋水產釧路工場
- 笹谷商店釧白工場
- 釧路丸水
- 北海道包装資材釧路工場
- 積水化成品工業
- 雄別（日语：雄別鉄道）林業
- 釧路巴士（日语：くしろバス）「釧白團地」巴士站

## 相鄰車站
北海道旅客鐵道（JR北海道）
■根室本線
庶路（K49）－（東庶路信號場）－大樂毛（K50）

## 注腳
1. 1 2 3  石野哲 (编).  初版. JTB. 1998-10-01: 881. ISBN 978-4-533-02980-6 （日语）.
2. ↑  藤島, 茂. . 鉄道と電気技術 (日本鉄道電気技術協会). 1997-03, 8 (4): 68–71  [2024-04-11]. ISSN 0915-9231. doi:10.11501/3314045. （原始内容存档于2024-01-11） （日语）.

## 相關項目
- 日本號誌站列表（日语：日本の信号場一覧）